# Huétor Vega
Huétor Vega – gmina w Hiszpanii, w prowincji Grenada, w Andaluzji, o powierzchni 4,24 km². W 2011 roku gmina liczyła 11 853 mieszkańców.
Wśród najbardziej pożądanych produktów gastronomicznych wyróżnia się słynne wino Huétor.